# Alemanha nos Jogos Olímpicos de Inverno de 2022
Alemanha participou dos Jogos Olímpicos de Inverno de 2022, realizados em Pequim, na China.
Foi a 13.ª aparição do país em Olimpíadas de Inverno. Foi representado por 149 atletas, sendo 98 homens e 51 mulheres.

## Competidores
Estas foram as participações por modalidade nesta edição:
| Esporte                                | Masculino | Feminino | Total |
| -------------------------------------- | --------- | -------- | ----- |
| Biatlo                                 | 6         | 5        | 11    |
| Bobsleigh                              | 12        | 6        | 18    |
| Combinado nórdico                      | 5         | —        | 5     |
| Esqui alpino                           | 8         | 5        | 13    |
| Esqui cross-country                    | 6         | 8        | 14    |
| Esqui estilo livre                     | 4         | 5        | 9     |
| Hóquei no gelo                         | 25        | 0        | 25    |
| Luge                                   | 7         | 3        | 10    |
| Patinação artística                    | 3         | 3        | 6     |
| Patinação de velocidade                | 3         | 2        | 5     |
| Patinação de velocidade em pista curta | 0         | 1        | 1     |
| Salto de esqui                         | 5         | 4        | 9     |
| Skeleton                               | 3         | 3        | 6     |
| Snowboard                              | 11        | 6        | 17    |
| Total                                  | 98        | 51       | 149   |

## Medalhas
Estes foram os medalhistas desta edição:
| Atleta                                                               | Esporte             | Evento                            | Medalha |
| -------------------------------------------------------------------- | ------------------- | --------------------------------- | ------- |
| Johannes Ludwig                                                      | Luge                | Individual masculino              | Ouro    |
| Denise Herrmann                                                      | Biatlo              | Individual feminino               | Ouro    |
| Natalie Geisenberger                                                 | Luge                | Individual feminino               | Ouro    |
| Vinzenz Geiger                                                       | Combinado nórdico   | Individual pista normal           | Ouro    |
| Tobias Wendl Tobias Arlt                                             | Luge                | Duplas                            | Ouro    |
| Natalie Geisenberger Johannes Ludwig Tobias Wendl Tobias Arlt        | Luge                | Revezamento por equipes           | Ouro    |
| Christopher Grotheer                                                 | Skeleton            | Masculino                         | Ouro    |
| Hannah Neise                                                         | Skeleton            | Feminino                          | Ouro    |
| Francesco Friedrich Thorsten Margis                                  | Bobsleigh           | Duplas masculinas                 | Ouro    |
| Katharina Hennig Victoria Carl                                       | Esqui cross-country | Velocidade por equipes feminino   | Ouro    |
| Laura Nolte Deborah Levi                                             | Bobsleigh           | Duplas femininas                  | Ouro    |
| Francesco Friedrich Thorsten Margis Candy Bauer Alexander Schüller   | Bobsleigh           | Equipes masculinas                | Ouro    |
| Katharina Althaus                                                    | Salto de esqui      | Pista normal individual feminino  | Prata   |
| Anna Berreiter                                                       | Luge                | Individual feminino               | Prata   |
| Toni Eggert Sascha Benecken                                          | Luge                | Duplas                            | Prata   |
| Axel Jungk                                                           | Skeleton            | Masculino                         | Prata   |
| Katherine Sauerbrey Katharina Hennig Victoria Carl Sofie Krehl       | Esqui cross-country | Revezamento 4x5 km feminino       | Prata   |
| Johannes Lochner Florian Bauer                                       | Bobsleigh           | Duplas masculinas                 | Prata   |
| Manuel Faißt Eric Frenzel Vinzenz Geiger Julian Schmid               | Combinado nórdico   | Equipes                           | Prata   |
| Mariama Jamanka Alexandra Burghardt                                  | Bobsleigh           | Duplas femininas                  | Prata   |
| Emma Aicher Lena Dürr Julian Rauchfuß Alexander Schmid Linus Straßer | Esqui alpino        | Equipes mistas                    | Prata   |
| Johannes Lochner Florian Bauer Christopher Weber Christian Rasp      | Bobsleigh           | Equipes masculinas                | Prata   |
| Karl Geiger                                                          | Salto de esqui      | Pista longa individual masculino  | Bronze  |
| Constantin Schmid Stephan Leyhe Markus Eisenbichler Karl Geiger      | Salto de esqui      | Pista longa por equipes masculino | Bronze  |
| Christoph Hafer Matthias Sommer                                      | Bobsleigh           | Duplas masculinas                 | Bronze  |
| Vanessa Voigt Vanessa Hinz Franziska Preuß Denise Herrmann           | Biatlo              | Revezamento feminino              | Bronze  |

## Desempenho

### Biatlo
Masculino
Feminino

### Bobsleigh
Masculino
Feminino

### Combinado nórdico
Masculino

### Esqui alpino
Masculino
Feminino

### Esqui cross-country
Masculino
Feminino

### Esqui estilo livre
Masculino
Feminino

### Hóquei no gelo
Masculino

### Luge
Masculino
Feminino

### Patinação artística
Masculino
Feminino

### Patinação de velocidade
Masculino
Feminino

### Patinação de velocidade em pista curta
Feminino

### Salto de esqui
Masculino
Feminino

### Skeleton
Masculino
Feminino

### Snowboard
Masculino
Feminino
Legenda
| Recorde mundial      | Recorde mundial (World record)               |                       | Recorde africano                      | Recorde africano (African) |                                           | Q | Classificado por posição (Qualified) |
| Recorde olímpico     | Recorde olímpico (Olympic record)            | Recorde da América    | Recorde da América (Americas)         | q                          | Classificado por melhor tempo (Qualified) |   |                                      |
| Melhor marca do ano  | Melhor marca do ano (World leading)          | Recorde asiático      | Recorde asiático (Asian)              | DNS                        | Não largou (Did not start)                |   |                                      |
| Recorde nacional     | Recorde nacional (National record)           | Recorde europeu       | Recorde europeu (European)            | DNF                        | Não terminou (Did not finish)             |   |                                      |
| Recorde pessoal      | Recorde pessoal do atleta (Personal best)    | Recorde da Oceania    | Recorde da Oceania (Oceania)          | DSQ / DQ                   | Desclassificado (Disqualified)            |   |                                      |
| Recorde da temporada | Recorde da temporada do atleta (Season best) | Recorde sul-americano | Recorde sul-americano (South America) | NM                         | Sem marca (No mark)                       |   |                                      |